# Brahmin kánya
A brahmin kánya (Haliastur indus) a madarak osztályának vágómadár-alakúak (Accipitriformes) rendjébe, ezen belül a vágómadárfélék (Accipitridae) családjába tartozó faj.

## Előfordulása
Pakisztán, Kína, India, Srí Lanka, Indonézia, Új-Guinea és Ausztrália nagy részén megtalálható. A víz közeli helyeket kedveli, de a városokban is megtalálható. Nevét az indiai papokról, a brahmanokról kapta.

## Alfajai
- Haliastur indus flavirostris
- Haliastur indus girrenera
- Haliastur indus indus
- Haliastur indus intermedius

## Megjelenése
Hossza 43–46 centiméter, szárnyfesztávolsága 120 centiméter, testtömege pedig 400–900 gramm körüli; a tojó nagyobb és nehezebb a hímnél. Háta vörösesbarna; hasa, melle és feje világos, fekete mintázattal. Szeme sötétbarna.
Hangja panaszos, nyávogó.

## Életmódja
A hal a kedvenc tápláléka, de a kisebb állatokat is elfogyasztja és dögöt is eszik. Elterjedési területén gyakori látvány, amint a madár élelem után kutatva köröz a tengerparti területek fölött.
Röpte nagyon szép, nevéhez több babona is fűződik.

## Szaporodása
Vízközeli fákra rakja gallyakból készített fészkét. Fészkét levelekkel béleli ki. Fészekalja 2–3 tojásból áll, melyen 28 napig kotlik.

## Képek

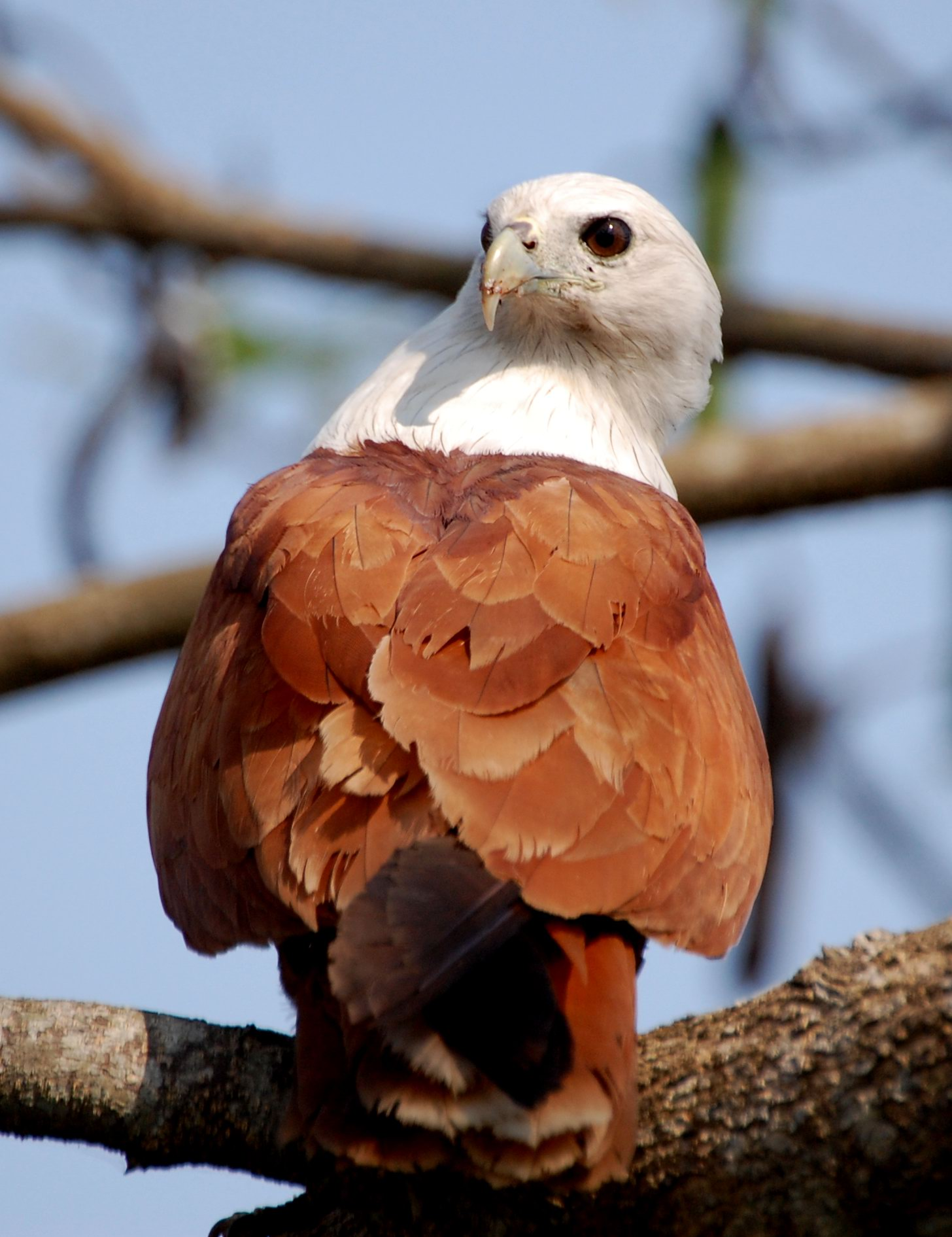
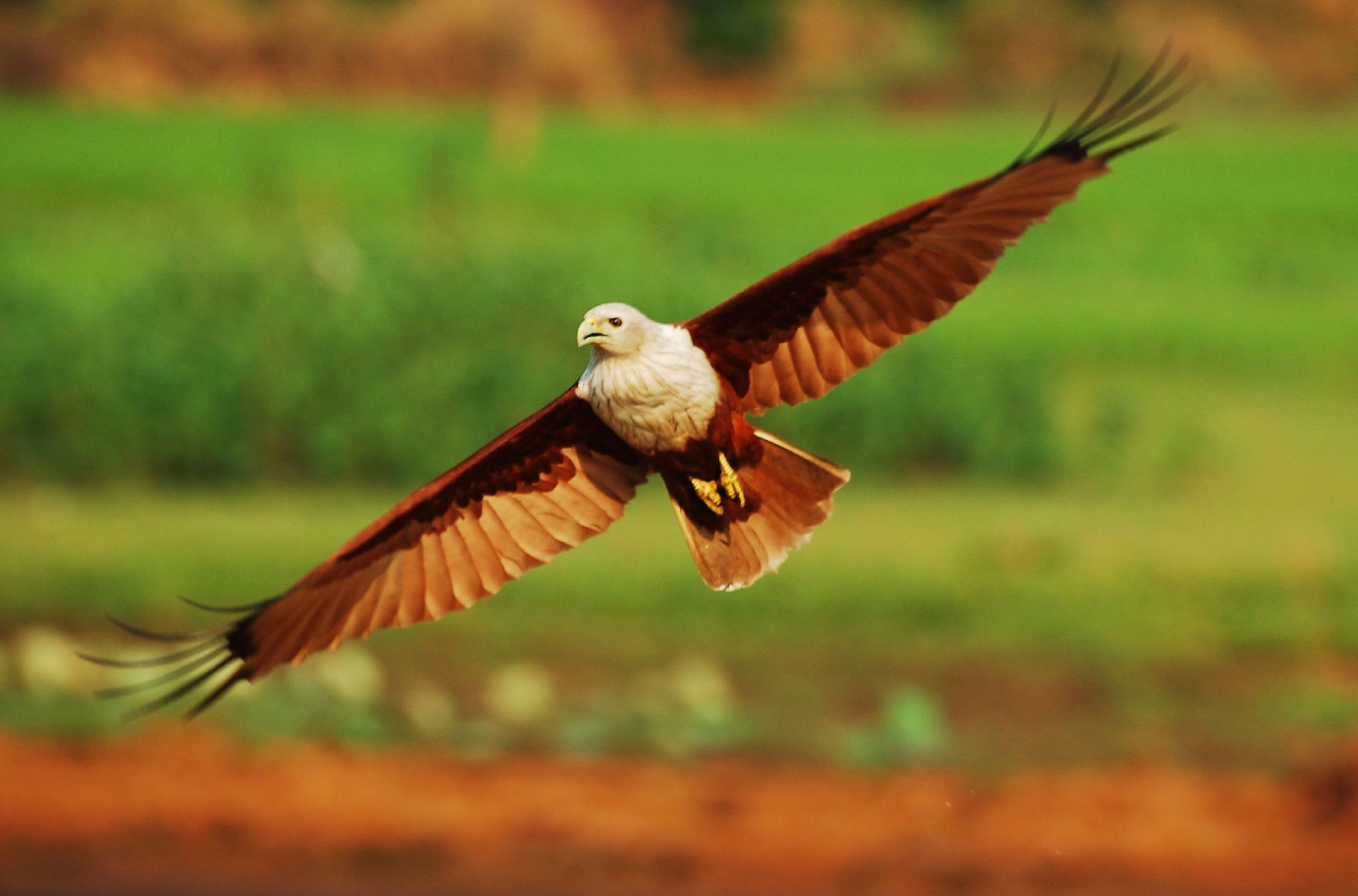
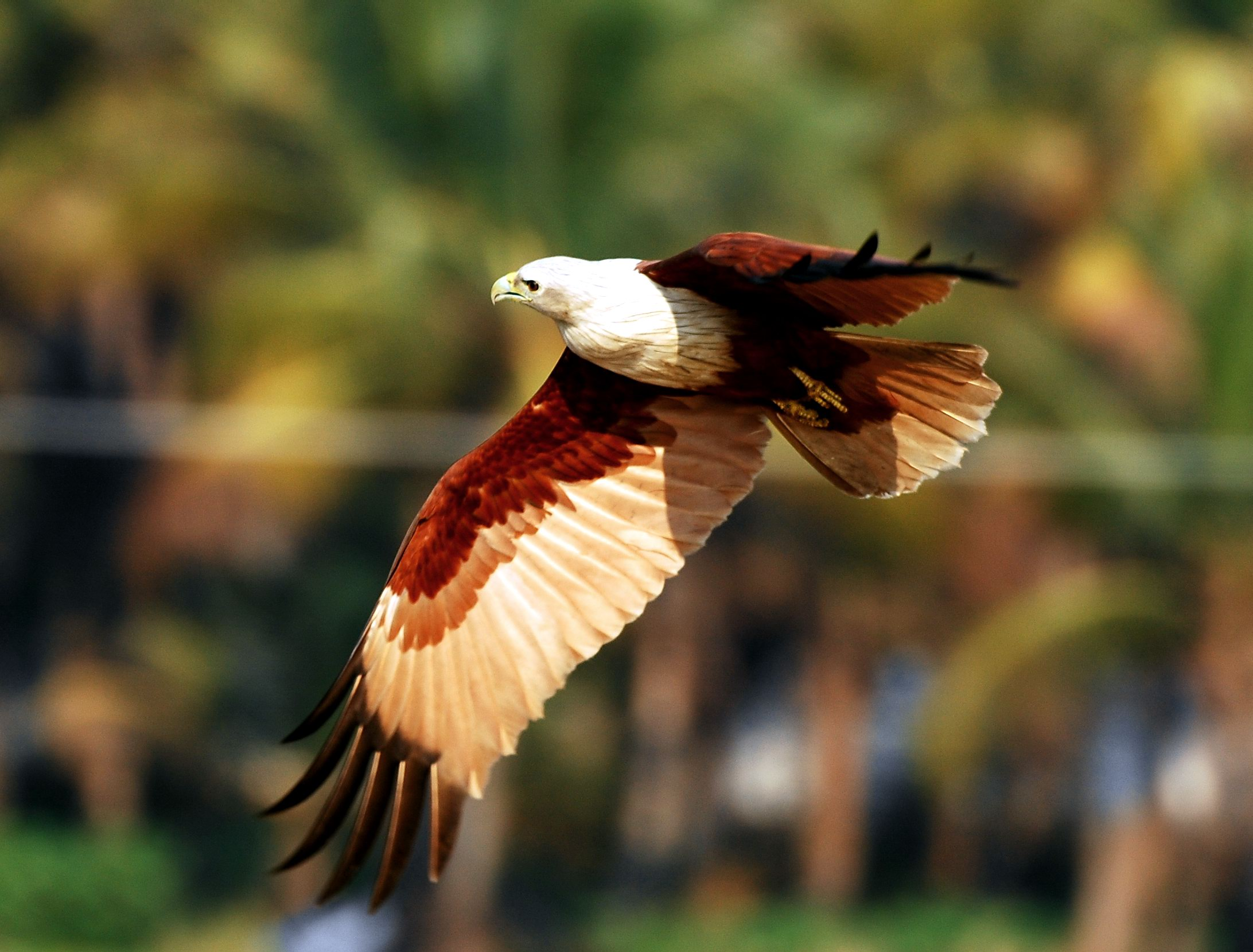
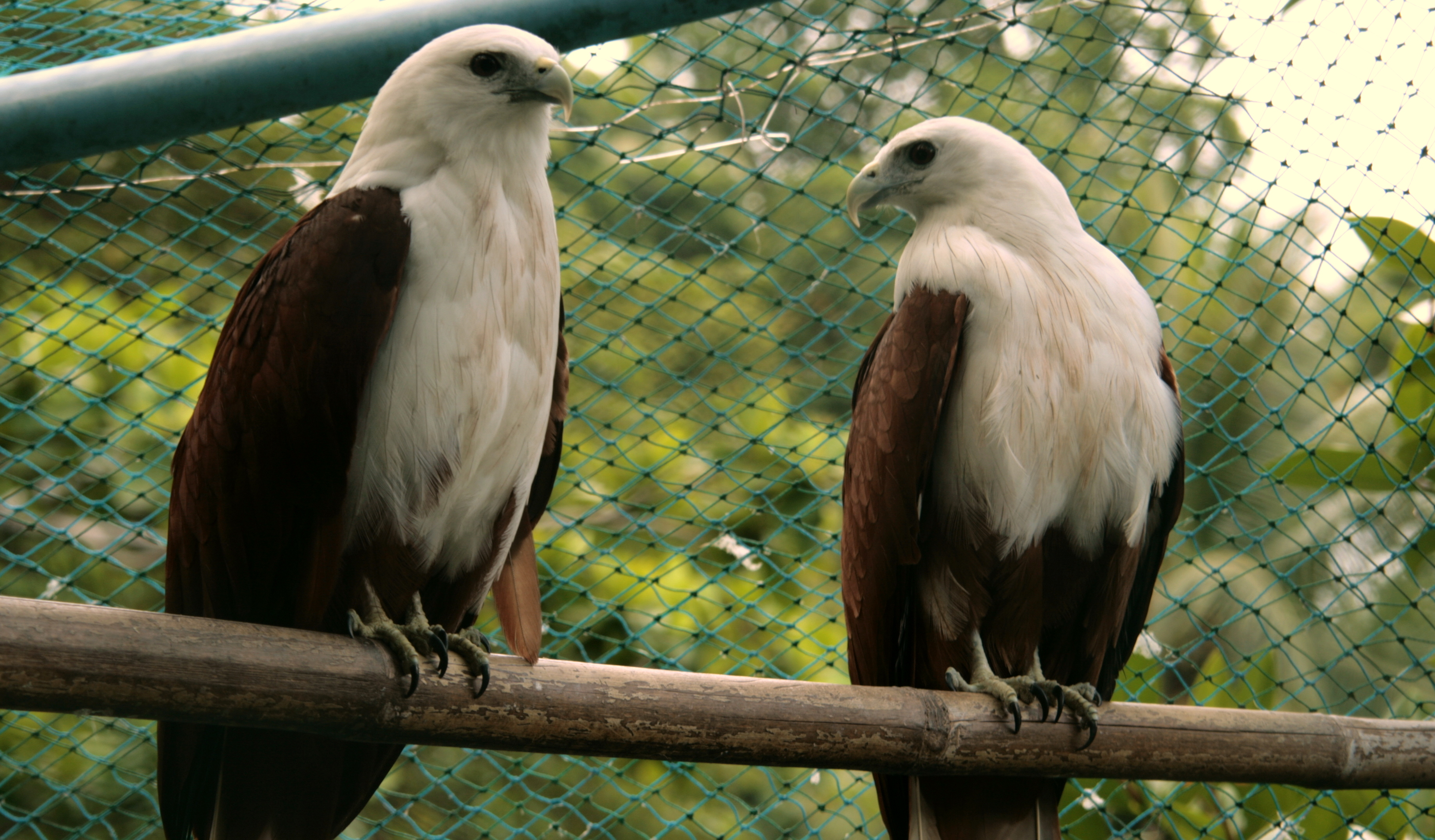